# Andreas Ihle
Andreas Ihle, né le 2 juin 1979 à Bad Dürrenberg, est un kayakiste allemand pratiquant la course en ligne.